# Миллбанк (тюрьма)

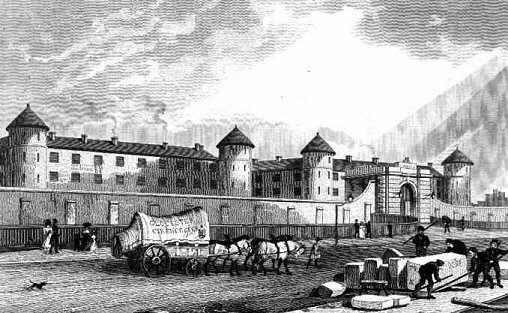
Тюрьма Миллбанк в 1829 году

Миллбанк (англ. Millbank) — тип тюрьмы, по которому построен Джорджем Полем пенитенциарий города Лондона, предназначавшийся для преступников всей Англии. Была открыта  в 1816 году и закрыта в 1890 году.

## Описание
Сначала это был ряд зданий, состоявший из 6 сходившихся к центру пятиугольников, с часовней в центральной башне и восьмиугольной стеной вокруг. Часть здания была открыта для приема арестантов в 1816 году, окончено же было все здание лишь в 1821 году. 

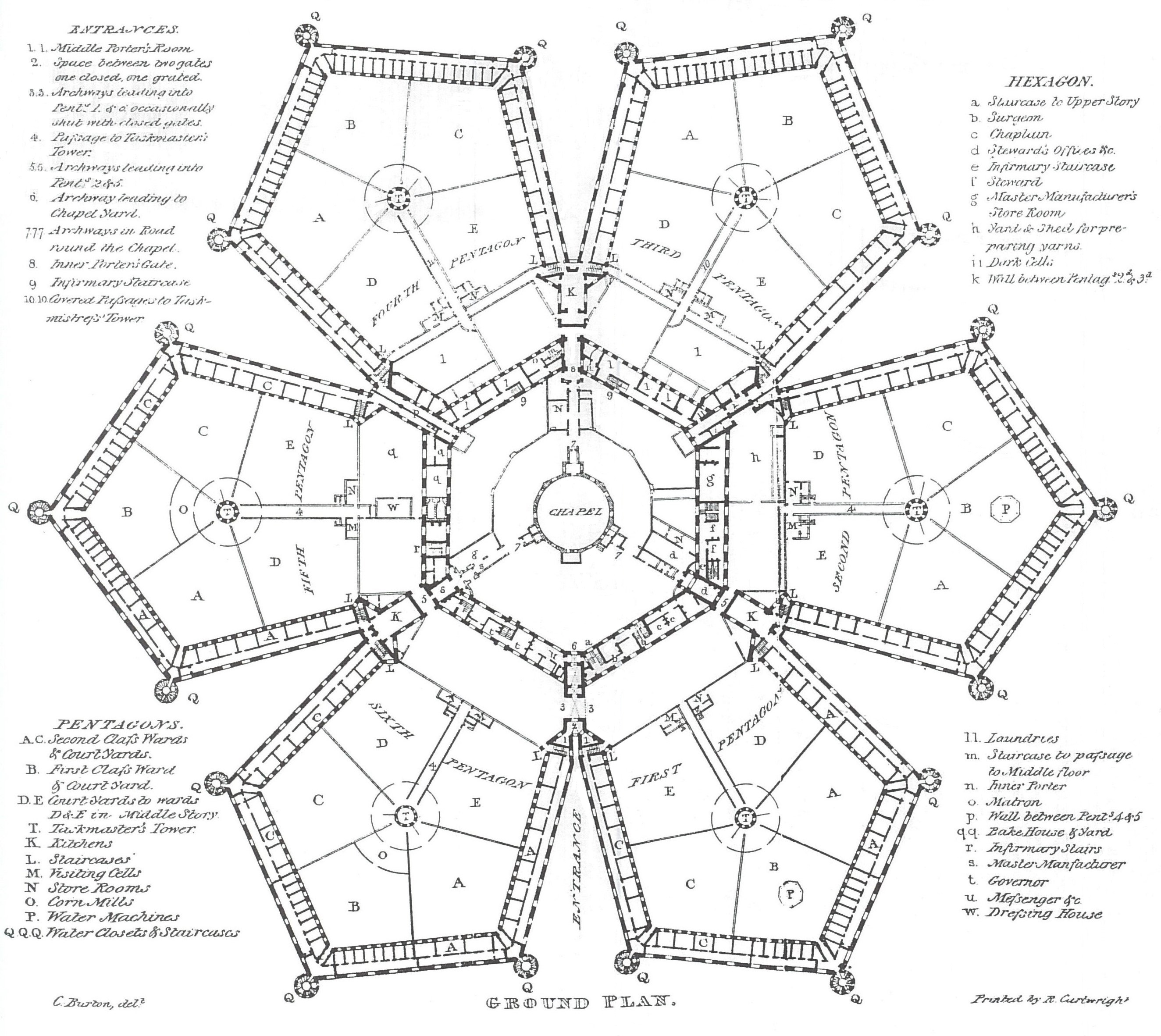
План тюрьмы

## История
Первоначально тюрьма применялась в качестве исправительного учреждения, куда арестанты заключались вместо ссылки на сроки от 5 до 10 лет. После одиночного заключения они поступали на общие работы. Со временем арестанты разделились на 2 класса, и только члены первого были разъединены между собой, но в 1832 году общие работы были отменены. В 1843 году Миллбанк был совершенно преобразован и стал почти исключительно местом временного заключения арестантов, приговоренных к ссылке, до отправки их по назначению. Среднее число заключенных колебалось между 1000 и 1300 человек. Они содержались сперва в одиночных камерах, а затем переводились на общие работы с молчанием.

## Эпидемия
Из-за суровой зимы 1823 года и скудной пищи здесь началась страшная эпидемия. Это вызвало целый ряд работ по оздоровлению тюрьмы, но санитарные условия остались неудовлетворительными. Поэтому английское правительство отказалось от мысли устроить из Миллбанка общий пенитенциарий для всей Англии и решило ограничить по возможности срок содержания в ней.